# 罗伯特·马尔登
罗伯特·大卫·马尔登爵士，GCMG，CH（Sir Robert David ("Rob") Muldoon，1921年9月25日—1992年8月5日），新西蘭政治家，第三十一任新西兰总理（1975年12月12日 - 1984年7月26日）。

## 青少年
罗伯特·马尔登出生于奥克兰市，新西兰最大的城市，罗伯特·马尔登受其信奉社会主义的奶奶影响极大，虽然罗伯特·马尔登并不同意奶奶的政治立场，但由此产生出了政治雄心。
罗伯特·马尔登的父亲是一战老兵，在罗伯特·马尔登青年时曾因精神问题而被送进精神病院，后来更被查出患上梅毒。而罗伯特·马尔登也在二战中在南太平洋和意大利服役。退役后，他成为了一名会计师，并且加入了当时国家党的少年组织，从此进入政界。

## 从政
在1960年，他作为奥克兰Tamaki的地区议员成功进入议会，成为了后座议员。罗伯特·马尔登的演说和辩论天赋很快引起了党内的注意，在1963年，罗伯特·马尔登成为了财政部长的秘书，在这个职务上他建议并推行了新西兰的货币改革，废除了新西兰英镑旧制，而改用十进制的新西兰元。
由于罗伯特·马尔登的出色表现，在财政部长哈里·雷克逝世之后，他成为了当然的继任人选，成为了最年轻的财政部长之一（45岁）。但由于时任国家党党魁基思·霍利约克认为他太过傲慢且有野心，并没有在党内给他太高的排名（第8）
当基思·霍利约克于1971年退休时，罗伯特·马尔登与杰克·马歇尔竞争党魁职务，但以失败告终。不过他仍成为了党内的副党魁，和副总理。
在1972年选举中国家党遭遇惨败，结束12年执政，当时党内不少成员认为时任党魁杰克·马歇尔并没有尽职，轻视了对手，直接导致国家党下台。杰克·马歇尔被迫宣布辞职，罗伯特·马尔登正式成为国家党党魁，反对派领袖。

## 总理大臣生涯
在三年后（1975年）的大选中，罗伯特·马尔登成功击败工党的比尔·罗林，成为了新西兰总理。罕见的，他同时担任了总理和财政大臣职务，这遭致了许多人的不满。（财政部长是新西兰仅次于总理的职务）国家党在1978年和1981年虽取得连任，但取得的议席却越来越少。最终，在1984年，罗伯特·马尔登被戴维·朗伊所领导的工党击败。

## 之后
罗伯特·马尔登仍然担任国家党党魁，直至1986年詹姆斯·博尔格接替。
1991年12月，罗伯特·马尔登正式宣布作为奥克兰Tamaki的议员退休。不久即因病住院，并于1992年8月5日逝世。